# Коряковский, Иван Александрович
Ива́н Алекса́ндрович Коряко́вский (род. 18 октября 1988) — российский актёр театра и кино, певец, номинант театральной премии «Золотая Маска» (2023) за роль Ленского в спектакле «Онегин», лауреат премии фестиваля мюзикла «X39» — «Лучший артист мюзикла» (по мнению экспертного жюри, состоящего из профессионалов жанра) (2022) и премии театральной премии «Музыкальное сердце театра» (2023) за роль Медведя в спектакле «Обыкновенное чудо».

## Биография

### Ранние годы
Иван Коряковский родился в городе Череповец. С 7 лет был участником детского музыкального ансамбля «Потешки», где пел, танцевал, играл на инструментах и выполнял акробатические номера. Коллектив участвовал в фестивалях в России и за границей, а в 1998-м его выступление было показано в программе «Утренняя звезда».
Иван окончил музыкальную школу по классу гитара. С 2006 по 2010 год поступил в Ярославском государственном театральном институте, специальность артист драматического театра и кино, мастер курса — народный артист России Александр Сергеевич Кузин.
Будучи студентом участвовал в театральных фестивалях «Твой Шанс», «Подиум», «Территория», «Будущее театральной России», «Пять Вечеров», «Фестиваль имени Вампилова».

### Карьера
После окончания ЯГТИ, первым проектом стал мюзикл «Обыкновенное чудо»(мюзикл по одноимённой пьесе Евгения Шварца) в постановке Ивана Поповски, где Иван исполнял несколько ролей: Ученик Охотника и Придворный Парикмахер. Премьера мюзикла состоялась 15 октября 2010 года в Театральном центре на Дубровке, мюзикл шел ежедневно, до конца марта 2011 года.
С 2011 года Иван присоединился к труппе мюзикла «Продюсеры» в театре Et Cetera. Режиссёр: Дмитрий Белов
В декабре 2011 года состоялась московская премьера мюзикла «Три Мушкетера» продюсерской компании «Мюзикл Трейд», режиссёр-постановщик Александр Маракулин(ведущий артист московских мюзиклов). Иван исполнил одну из главных ролей — Д’артаньяна.
В 2012 году принял участие в гастрольной версии спектакля Егора Дружинина «Мата Хари: Любовь и Шпионаж».
13 октября 2012 года в Театриуме на Серпуховке состоялась премьера мюзикла «Я — Эдмон Дантес», где Иван был артистом ансамбля.
С 2013 по 2015 год Иван служил в Московском театре мюзикла и снимался в сериалах. Дебютными ролями в кино стали бармен Алексей в 3-м сезоне «Кухни» и Слава в спортивной драме «Молодежка».
В апреле 2013 года началась работа по созданию постановки мюзикла «Алые паруса» в Москве, где Иван был артистом ансамбля, дэнс-капитаном спектакля и исполнял роль Меннерса младшего. В команду создателей вошли: Дмитрий Белов (режиссёр-постановщик), Светлана Горшкова (режиссёр-репетитор), Евгений Загот (музыкальный руководитель) и продюсер Дмитрий Калантаров. 18 октября 2013 года состоялась премьера на сцене «Театра мюзикла».
В 2014-м Иван перевоплотился в Василия Мировича — охранника Иоанна Антоновича в Шлиссельбургской крепости — в сериале «Екатерина», а также сыграл Макса в телевизионном фильме «Свадьбы не будет». Также он принимал участие в передаче «Сто к одному» телеканале «Россия 1»: «Лунные девушки» VS «Парни из мюзикла» (выпуск от 31.08.2014).
26 сентября 2014 года на сцене театра «Русская песня» под руководством Н. Г. Бабкиной состоялась премьера театрального мюзикла «Однажды в Одессе» по мотивам произведений И. Э. Бабеля.
Также в 2014 году Иван принял участие в концертной версии героической музыкальной драмы «Чертополох», написанной Ольгой Моховой совместно с композитором Леонидом Головко.
С 2015 года Иван работает в театральной компании Stage Entertainment: в театральном сезоне 2015/2016 исполнял роль продакшн тенора(артист ансамбля) и роль Дона Локвуда в мюзикле «Поющие под дождем», в сезоне 2016/2017 принимал участие в мюзикле «Золушка» (артист ансамбля, принц Тофер), в сезоне 2017/2018 играл в мюзикле «Привидение» (артист ансамбля, Карл).
Параллельно с этим, три сезона Иван принимал участие в шоу-кейсе «Broadway Dreams» (в 2016, 2017 и 2019 г.), поставленном театральной компанией «Бродвей Москва» совместно с бродвейскими актёрами и режиссёрами компании «The Broadway Dreams Foundation» и состоявшем из номеров популярных бродвейских мюзиклов, исполненных российскими актёрами на русском языке.
Помимо активной занятости в театре и кино, с марта 2018 года Иван является участником проекта «КАРАОКЕ КАМИКАДЗЕ», представляющего собой синтез конкурса, концерта, творческой встречи и юмористического шоу, в котором принимают участие артисты мюзиклов.
В марте 2018 года состоялась премьера мюзикла «Летучий корабль» в постановке Егора Дружинина.
В 2019 году Иван принял участие в цирковом мюзикле «Заколдованный принц», исполняя главную роль.
С февраля 2019 по май 2023 года Иван участвовал в мюзикле «Стиляги», который поставил режиссёр Алексей Франдетти. Артист исполнял там сразу несколько ролей — Ким и Фред.
В этом же году состоялась премьера Ивана в роли Энтони в иммерсионном мюзикле «Суини Тодд, маньяк-цирюльник с Флит-стрит» в театре на Таганке.
В декабре 2019 года в культурном центре ЗИЛ состоялась премьера Ивана в роли Леонарда в камерном мюзикле «Леонард и Сюзанна» по пьесе Даны Жанэ, который рассказывает романтическую историю отношений певца Леонарда Коэна и танцовщицы Сюзанны Вердал, которую сыграла Эльмира Диваева. Музыку к постановке написал Александр Марголин, режиссёр Сергей Морозов. Спустя почти 2 года, в клубе Glastonberry состоялась концертная версия.
В феврале 2020 года Иван принял участие в спектакле Егора Дружинина и Дмитрия Масленникова «Желтый и Чёрный» в роли Солнечного зайца.
17 октября 2020 года в Театре МДМ состоялась премьера мюзикла «Шахматы» (поп-хор, артист ансамбля) театральной компании «Бродвей Москва».
С декабря 2021 года Иван исполняет роль Владимира Ленского в мюзикле «Онегин» в театре на Таганке. За роль Ленского Иван был номинирован на премию «Золотая маска» в категории «Лучшая мужская роль», а сам спектакль был представлен в восьми номинациях.
В мае 2022 года театр Наций выпустил мюзикл «Кабаре» в постановке Евгения Писарева, Иван в нём исполняет роль официанта и Виктора и является дэнс-капитаном спектакля.
В октябре 2022 года состоялась премьера Ивана в мюзикле «Обыкновенное чудо» в Театре Юных Зрителей имени А. А. Брянцева(Санкт-Петербург) в роли Медведя.
В феврале 2022 года принял участие в первом шоу «Batality», в рамках которого приглашённые артисты проводят играют в виртуальные игры, участвуют в конкурсах и, конечно, показывают свои вокальные способности.
С февраля 2023 года Иван исполняет главную роль в мюзикле «Маугли» в Театре Эстрады им. А. Райкина (Санкт-Петербург).
В 2023 году Ивана пригласили в труппу театра на Таганке.
Также уже несколько лет Иван принимает участие в танцевальных спектаклях Егора Дружинина — «Карнавальная ночь» и «Всюду жизнь».

### Театральные работы
- 2010 — «Обыкновенное чудо»[7]

Режиссёр: Иван Поповски

Роль: Придворный Парикмахер; Ученик Охотника
- 2011 — «Продюсеры»[8]

Режиссёр: Дмитрий Белов

ансамбль
- 2011 — «Три Мушкетера»

Режиссёр: Александр Маракулин

Роль: Д’артаньян
- 2012 — «Мата Хари: Любовь и Шпионаж»

Режиссёр: Егор Дружинин 

ансамбль
- 2012 — «Я — Эдмон Дантес»[9]

Режиссёр: Егор Дружинин 

ансамбль
- 2012 — «Растратчики»

Режиссёр: Александр Шаврин

ансамбль
- 2013 — «Жизнь прекрасна!»[10]

Режиссёр: Марина Швыдкая

ансамбль
- 2013 — «Всюду жизнь»[11]

Режиссёр: Егор Дружинин

Роль: Солдатик
- 2013 — «Алые паруса»[12]

Режиссёр: Дмитрий Белов

Роль: Меннерс мл.
- 2014 — «Все о Золушке»[13]

Режиссёр: Дмитрий Астрахан

Роль: Дровосек
- 2014 — «Однажды в Одессе»[14]

Режиссёр: Николай Гусев

ансамбль
- 2015 — «Поющие под дождем»

Режиссёр: Джонатан Чёрч, Анна Шевчук

Роль: Дон Локвуд, ансамбль
- 2016 — «Золушка»

Режиссёр: Линдсей Поснер

Роль: Принц Тофер, ансамбль
- 2017 — «Привидение»

Режиссёр: Алистер Дэвид 

Роль: Карл Брюнер, ансамбль
- 2018 — «Летучий корабль»[15]

Режиссёр: Егор Дружинин 

Роль: Молоток, Американец
- 2019 — «Заколдованный принц»

Режиссёр: Максим Романов

Роль: Принц
- 2019 — «Стиляги»[4]

Режиссёр: Алексей Франдетти

Роль: Ким, Фред
- 2019 — «Суини Тодд, маньяк-цирюльник с Флит-стрит»[5]

Режиссёр: Алексей Франдетти 

Роль: Энтони
- 2019 — «Леонард и Сюзанна»

Режиссёр: Сергей Морозов

Роль: Леонард
- 2020 — «Желтый и Чёрный»

Режиссёр: Егор Дружинин 

Роль: Солнечный заяц
- 2020 — «Шахматы»[16]

Режиссёр: Евгений Писарев

поп-хор, ансамбль
- 2021 — «Онегин»[2]

Режиссёр: Алексей Франдетти 

Роль: Владимир Ленский
- 2021 — «Карнавальная ночь»[17]

Режиссёр: Егор Дружинин 

Роль: Паша, Гриша
- 2022 — «Кабаре»[18]

Режиссёр: Евгений Писарев

Роль: Официант, Виктор
- 2022 — «Обыкновенное чудо»[19]

Режиссёр: Алексей Франдетти 

Роль: Медведь
- 2022 — «Маугли»[20]

Режиссёр: Алексей Франдетти, Дарья Борисова

Роль: Маугли
- 2023 — «Три товарища»[21]

Режиссёр: Филипп Разенков 

Роль: Роберт
- 2024 — «Веселые ребята»[22]

Режиссёр: Денис Азаров

Роль: Месяц

## Фильмография
- 2013-2018 — «Молодёжка» — Слава
- 2013 — «Кухня» — Алексей, бармен
- 2014 — «Свадьбы не будет» — Макс
- 2014 — «Екатерина» — Мирович, офицер охраны Иоанна в Шлиссельбургской крепости
- 2015 — «Ковчег Марка» — Петечка
- 2017 — «Ивановы-Ивановы» — менеджер
- 2018 — «Другие» — Ваня, подсадной
- 2020 — «Одноклассники смерти» — Степан
- 2022 — «Под одной крышей» — дежурный

## Дубляж
- 2016 — «Танцуй со мной»
- 2019 — Космический доктор кот
- 2021 — Легенды Спарка
- 2021— My Little Pony: Новое поколение — Hitch Trailblazer (вокал)
- 2023 — «Дорога к счастью» — Артем
- 2023 — «Совенок Ева»